# Гёкке, Вильгельм
Вильгельм Гёкке (нем. Wilhelm Göcke; 12 февраля 1898, Швельм, Германская империя — 20 октября 1944, Фонтана-Лири, Италия) — оберштурмбаннфюрер СС, комендант концлагерей Варшау и Кауен.

## Биография
Вильгельм Гёкке родился 12 февраля 1898 года в Швельме. После начала Первой мировой войны бросил школу и в 16 лет поступил добровольцем в армию. Гёкке дослужился до звания лейтенанта. В 1919 году присоединился к фрайкору.
1 октября 1930 года вступил в НСДАП (билет № 335455). В 1931 году был зачислен в ряды СС (№ 21529). С апреля 1933 года служил в различных штандартах СС. С июня 1942 был руководителем трудового лагеря Нарвик в Норвегии. С июля 1942 года был руководителем одного из лагерей в составе концлагеря Маутхаузен. С августа 1943 года был комендантом Варшавского концлагеря, а с сентября 1943 года комендантом еврейского гетто в Каунасе в Литве. Этот пост Гёкке занимал до июня 1944 года. По словам свидетелей, он участвовал в расстрелах евреев. Впоследствии был отправлен в Оперативную зону Адриатического побережья и в октябре 1944 года был убит в сражении с партизанами.